# Franc Sušnik (botanik)
Franc Sušnik, slovenski botanik, * 28. december 1930, Prevalje, † 12. september 1996, Prevalje

## Življenje in delo
Franc Sušnik mlajši, sin publicista F. Sušnika, je obiskoval 5 razredov osnovne šole v Mariboru (1937-1942) in na Prevaljah, od 1942 do 1944 gimnazijo v Celovcu, potem na Ravnah na Koroškem, kjer je 1950 tudi maturiral, nato  študiral biologijo v Ljubljani (1950–1955). Leta 1955 je prejel študentsko Prešernovo nagrado. Po odsluženem kadrovskem roku v JLA (1956/57) je postal asistent na BF v Ljubljani in tu 1964 doktoriral. Na BF je bil zaposlen od 1956 do 1991, od 1981 kot redni profesor. Leta 1966 je bil izvoljena za predsednik Društva biologov Slovenije, 1968-1976 je bil tudi direktor Inštituta za biologijo Univerze v Ljubljani (danes Nacionalni inštitut za biologijo).
Sušnikovo delo je bilo usmerjeno v taksonomska, citološka in citogenetska proučevanja flore na slovovenskem in jugoslovanskem ozemlju ter proučevanje zdravilnih rastlin. Sodeloval je pri prenovi pouka biologije v Sloveniji. Sam ali v soavtorstvu je objavil okoli 27 znanstvenih in strokovnih člankov ter več učbenikov za biologijo oziroma njiovih prevodov in priredb. Prejel je Jesenkovo nagrado.